# Astracantha strobilifera
Astracantha strobilifera là một loài thực vật có hoa trong họ Đậu. Loài này được (Benth.) Podlech miêu tả khoa học đầu tiên.